# Ulendet
Ulendet (norwegisch für Rauher Untergrund) ist ein 11 km langes Gletscherspaltenfeld im ostantarktischen Königin-Maud-Land. Es liegt 25 km nordöstlich der Neumayersteilwand inmitten des Jutulstraumen.
Norwegische Kartographen, die es auch benannten, kartierten es anhand von Vermessungen und Luftaufnahmen der Norwegisch-Britisch-Schwedischen Antarktisexpedition (1949–1952) sowie Luftaufnahmen der Dritten Norwegischen Antarktisexpedition (1956–1960) aus den Jahren zwischen 1958 und 1959.